# مجرب (المسيمير)

تعديل مصدري - تعديل

مجرب هي إحدى قرى عزلة المسيمير بمديرية المسيمير التابعة لمحافظة لحج، بلغ تعداد سكانها 41 نسمة حسب تعداد اليمن لعام 2004.